# 德爾塔島

德爾塔島（英語：Delta Island）是南極洲的島嶼，屬於帕默群島中梅爾基奧群島的一部分，處於拉姆達島東南面和阿爾法島以東，長1公里，在1927年由英國研究隊繪入地圖，現時由南極條約體系管理。